# Kontagionisten (Antisemitismus)
Als Kontagionisten (von lateinisch contagium ‚Ansteckung‘) werden die Anhänger einer antisemitischen Theorie bezeichnet, nach der Geschlechtsverkehr zwischen einem Juden und einer nicht-jüdischen Frau bei ihr bleibende Schäden verursachen würde. Sie spielten während der Zeit des Nationalsozialismus eine wichtige Rolle in den Diskussionen um die Nürnberger Gesetze.

## Entstehung
1917 brachte der völkische Schriftsteller Artur Dinter in seinem Roman Die Sünde wider das Blut die Theorie auf, ein Jude würde eine „arische“, also nicht-jüdische Frau mit seinem Sperma dauerhaft „imprägnieren“, sodass sie nie wieder reinrassig „arische“ Kinder bekommen könne. Damit schuf er ein neues, radikal antisemitisches Theorem, das religiös-völkische Judenfeindschaft mit medizinischen bzw. bakteriologischen Vorstellungen verschmolz. Gerhard Henschel reiht Dinters Ideen in den „Sexualantisemitismus“ ein.
Die erbbiologisch unsinnige Annahme, ein Geschlechtsverkehr könne Folgen für mit nicht-jüdischen Männern gezeugte Kinder haben, knüpfte an das Phantasma vom Juden als gefährlichem Bazillus an. Dinter stieß damit auf ein geteiltes Echo: Der Rassehygieniker Fritz Lenz sprach sich zwar gegen „die Vermischung stark verschiedener Rassen“, wie sie „Germanen und Juden“ seien, aus, verwarf die Imprägnierungstheorie 1921 im Archiv für Rassen- und Gesellschaftsbiologie aber als „hysterische[n] Antisemitismus“. Die Telegonie sei „ein verbreiteter Aberglaube unter Tierzüchtern“ und habe sich nach den Erfahrungen und Versuchen der „wissenschaftlichen Erblichkeitsforschung […] als völlig unhaltbar erwiesen“. Gleichwohl waren Telegonievorstellungen auch in wissenschaftlichen Kreisen verbreitet und fanden in naturwissenschaftliche Sprache gekleidet Eingang in die antisemitische Literatur.

## Julius Streicher und derStürmer
Ein entschiedener Kontagionist war der NSDAP-Gauleiter von Franken Julius Streicher. 1934 erklärte er in einer Rede, das Sperma eines „Mannes von anderer Rasse“ sei „artfremdes Eiweiß“: „Ein einziger Beischlaf eines Juden bei einer arischen Frau genügt, um deren Blut für immer zu vergiften“. Sie könne auch in einer Ehe mit einem „arischen“ Mann nur Bastarde zur Welt bringen. In seinem Hetzblatt Der Stürmer veröffentlichte Streicher immer wieder Meldungen über die angebliche „Schändung“ deutscher Mädchen durch jüdische Männer. Auch machte er persönlich bei Reichsinnenminister Wilhelm Frick Druck, „Rassenschande“ unter Strafe zu stellen. Das Rassenpolitische Amt der NSDAP bezeichnete diese Theorie als „Irrlehre“, weil nach Streichers Logik dann auch umgekehrt ein „arischer“ Mann eine Jüdin durch Geschlechtsverkehr zur „Arierin“ würde machen können.

## Nürnberger Rassegesetze
In der Vorphase der Nürnberger Rassegesetze rivalisierten die Kontagionisten in der NSDAP, zu denen neben Streicher auch Reichsärzteführer Gerhard Wagner zählte, mit Erbgenetikern, die glaubten, in Anwendung der Mendelschen Regeln Halb-, Viertel- und Achteljuden bestimmen zu können, deren Anteil bei Unterbindung weiterer Rassemischung aus dem Erbgut des deutschen Volkes immer weiter verschwinden werde. Bei den Gesetzen, die im September 1935 auf dem Parteitag der NSDAP in Nürnberg erlassen wurden, konnten sich die Kontagionisten nur teilweise durchsetzen: Das Blutschutzgesetz verbot die Ehe und den Geschlechtsverkehr zwischen Juden und Nicht-Juden. Bei einem außerehelichen Beischlaf machte sich aber nur der Mann strafbar. Auch das Beschäftigungsverbot „deutschblütiger“ Dienstmädchen im gebärfähigen Alter in jüdischen Haushalten entsprach kontagionistischen Vorstellungen und dem Stereotyp vom schwachen Weib und dem jüdischen Verführer. Beim Reichsbürgergesetz und seinen Ausführungsbestimmungen hatten die Kontagionisten dagegen keinen Erfolg: Anders als es ihrer Imprägnierungstheorie entsprochen hätte, wurden „deutschblütige“ Ehefrauen von Juden nicht dem Judenbegriff unterstellt; auch die gemeinsamen Kinder galten nicht als Juden, sondern als Mischlinge. Hier setzten sich die Beamten des Reichsministeriums des Innern Wilhelm Stuckart, Hans Globke und Bernhard Lösener durch, die Proteste aus der „deutschblütigen“ Bevölkerung befürchteten und im Interesse der Verwaltung auf einem unveränderlichen rassischen Personenstand beharrten. Außerdem wollten sie keine wertvolle „germanische Erbmasse“ verschenken. Daher folgten sie im Reichsbürgergesetz nicht dem kontagionistischen, sondern dem erbbiologischen Ansatz.